# Andreas Gebauer (Unternehmer)
Andreas Gebauer (* 5. April 1965) ist ein österreichischer Unternehmer und ehemaliger Geschäftsführer des österreichischen Sportartikelherstellers Kneissl.
In der Öffentlichkeit bekannt wurde er durch seine Rolle als Geschäftsführer des Textilunternehmens Tiroler Loden GmbH, deren Produktionshalle im Jahr 2001 bis auf die Grundmauern niederbrannte. Die Uniqa Versicherung verweigerte die Auszahlung der Schadenssumme, worauf Gebauer gegen die Versicherung klagte.  Die Firmen-Gruppe war zu diesem Zeitpunkt in wirtschaftlichen Schwierigkeiten.
Gebauer wurde am 6. Dezember 2003 durch einen Ersatzrichter wegen Verdachts auf Anstiftung zur Brandstiftung für zwei Wochen in Untersuchungshaft genommen, allerdings unmittelbar nach Rückkehr der zuständigen Richterin wieder freigelassen, mit der Begründung, dass „kein wie auch immer gearteter Verdacht bestehe…“. Der Unabhängige Verwaltungssenat stellte in seiner Entscheidung vom 12. Mai 2004 fest, dass die Verhaftung von Andreas Gebauer rechtswidrig war.
Der Großbrand vom 3. Juni 2001 und die folgenden Ermittlungen gegen Andreas Gebauer fanden in Österreich große politische Beachtung. Im April 2005 wurde das Ermittlungsverfahren gegen Gebauer eingestellt, u. a. zog der angebliche Brandstifter seine Aussage zurück und entlastete Gebauer, zudem gestanden zwei Sachverständige des Bundesministeriums für Inneres Fehler in ihren Gutachten ein. Der Brand im Tiroler Lodenwerk konnte nie geklärt werden. Die Uniqa Versicherung zahlte 2005 mehr als 18 Millionen Euro aus.
Im Jahr 2006 war Gebauer Tiroler Spitzenkandidat des BZÖ.
Im Jänner 2007 wurde Andreas Gebauer Geschäftsführer der angeschlagenen Firma Kneissl. Im Februar 2011 meldete er Insolvenz an. Davon betroffen waren die Kneissl Holding GmbH, die Kneissl Tirol GmbH sowie die Kneissl Star Lounge GmbH. Ende Jänner 2012 stimmten die Gläubiger dem von Gebauer vorgelegten Sanierungsplan zu, der Konkurs wurde aufgehoben. Andreas Gebauer legte im Februar 2012 seine Funktion als Geschäftsführer des Sportartikelherstellers nieder.